# Johann Daniel Hensel
Johann Daniel Hensel (* 31. Dezember 1757 in Goldberg, Fürstentum Schweidnitz; † 10. Dezember 1839 in Hirschberg, Landkreis Schweidnitz) war ein deutscher Pädagoge, Schriftsteller und Komponist.

## Leben
Johann Daniel Hensel war ein Sohn des Goldberger Musiklehrers Daniel Gottfried Hensel (1726–1780), und 1758 als Diakon nach Löwen an der Glatzer Neisse versetzt wurde.
Johann Daniel Hensel wurde von seinem Vater in Lesen, Schreiben, Rechnen, Zeichnen und Religion ausgebildet. 1763 kam ergänzend Latein, 1766 Französisch, 1768 Griechisch und kurz darauf Hebräisch dazu. Bei einem Freund erhielt er ab 1769 weiteren Unterricht in den Sprachen Englisch, Italienisch und Polnisch.
Bei einem Organisten erlernte er das Klavierspielen erst nach „alter Manier“, mit 10 Jahren nach der „Bach’schen Manier“ und mit 12 Jahren vertrat er bereits den Organisten. Daneben hatte er noch Unterricht auf der Violine, der Bratsche, dem Violoncello und der Flöte.
1772 besuchte er das Lyzeum in Hirschberg, dazu erhielt er weiteren Privatunterricht bei Karl Ludwig Bauer in Latein, Griechisch, Hebräisch und Französisch sowie in Dogmatik verbunden mit Polemik und Exegese sowie Propädeutik. 1777 verließ er die Schule und begann ein Philologie- und Philosophie-Studium an der Albertus-Universität in Königsberg, dort hörte er Vorlesungen bei Christian Friedrich Reusch, Immanuel Kant, Theodor Christoph Lilienthal, Karl Gottfried Hagen und Wilhelm Bernhard Jester. In dieser Zeit erteilte er selbst Unterricht in Latein, Französisch sowie Klavier-Musik. 1780 beendete er sein Studium und kehrte nach Löwen zurück, wurde 1781 Hauslehrer und 1782 Rektor einer Schule in Strehlen. Dieses Amt gab er 1784 wieder auf und ging als Hofmeister zu einem Herrn von Aulock nach Halle, in der dortigen Universität hörte er juristische, mathematische, physikalische, philosophische, technologische und ökonomische Vorlesungen und bei Daniel Gottlob Türk studierte er Komposition. 1786 ließ er sich in Halle als Privatdozent nieder. 1787 wurde er geprüft und erhielt die Erlaubnis Vorlesungen zu halten, konnte jedoch aus finanziellen Gründen nicht promovieren, so dass er für sich keine Zukunft als Privatdozent mehr sah und zurückkehrte. 1789 bewarb er sich erfolglos auf das Prorektorat und das Konrektorat in Hirschberg und wurde daraufhin Hauslehrer beim Justizrat Baron von Richthofen in Erdmannsdorf. 1792 errichtete er ein Erziehungsinstitut für Mädchen in Hirschberg, später kam auch ein Institut für Knaben hinzu.
Im September 1792 heiratete er Karoline Henriette Dupuis de Rosier, die Tochter des ehemaligen Zollinspektors aus Wohlau, die an seinem Erziehungsinstitut für Mädchen Unterricht als Lehrerin gab.

## Werke (Auswahl)
- System der weiblichen Erziehung, besonders für den mittlern und höhern Stand: nebst einem Anhange über die Schamhaftigkeit. Halle, 1787–1788
- Gegenstück zu des Herrn geheimen Kanzeleisekretär Rehbergs in Hanover Abhandlung (im Februar und März der Berliner Monatsschrift 1788) über die Frage: Sollen die alten Sprachen dem allgemeinen Unterricht der Jugend in den höhern Ständen zum Grunde gelegt, oder den eigentlichen Gelehrten allein überlassen werden? Halle : Hendel, 1788
- Johann Daniel Hensel; Immanuel Krahn, (Wdowa).; Wolfgang Pittschiller: Historisch-Topographische Beschreibung der Stadt Hirschberg in Schlesien, seit ihrem Ursprunge bis auf das Jahr 1797. Hirschberg: bey Wolfgang Pittschiller und Comp., 1797 , hierzu nutzte er die von Kaspar Gottlieb Lindner gesammelten Materialien zur Stadtgeschichte Hirschbergs
- Kurzer Abriss der schlesischen Geschichte. Hirschberg, W. Pittschiller und compagnie, 1797
- Die Geisterbeschwoerung, eine Operette. Daphne oder Die Fruehlingsfeier in Arkadien – eine Oper. Hirschberg : Pittschiller, 1799
- Johann Daniel Hensel; Johann Friedrich Wilhelm Döring; Friedrich Wilhelm Gotter; William Shakespeare: Die Geisterinsel : Ein Singspiel in vier Handlungen. Hirschberg : Pittschiller, 1799
- Karl Ludwig Bauer, gewesener Rektor zu Hirschberg, einer der grössten Philologen unsrer Zeit: ein biographisches Denkmal und Nachrichten von seinen Schriften. Hirschberg, 1801
- Allgemeine Sprachlehre, als Grundlage jeder besondern Sprachlehre, nebst einem Anhange vom Versbaue. Leipzig 1807
- Tagebuch der Stadt Strehlen in Schlesien von 1806-1809. Hirschberg, 1809
- Kurzer Abriss der schlesischen Geschichte, als Leitfaden beim Unterrichte in niedern Schulen in Verbindung mit dem Handbuche der schlesischen Geschichte. Breslau : C. F. Barth jun., 1812
- Handbuch der schlesischen Geschichte für Liebhaber und Schullehrer in niedern Schulen, auch als Leitfaden in den obern Klassen zu gebrauchen. Breslau: C. F. Barth jun., 1813
- Der Freiheitskrieg Teil 1. Hirschberg Krahn 1815
- Der Freiheitskrieg Teil 2. Hirschberg Krahn 1816
- Die Feier des grossen, in seiner Art einzigen Friedensfestes den 18. Januar 1816 zu Hirschberg. Hirschberg : C. Krahn jun., 1816
- Auszug aus dem Lehrbuch der schlesischen Geschichte: für niedere Schulen. Glogau Heilmann 1824
- Handbuch der schlesischen Geschichte: nebst Anhang, die Jahre 1824–1833 umfassend. Glogau, 1824

## Bühnen- und Musikwerke
- Ausübende Klavierschule. Erster Gang. Von Johann Daniel Hensel. Erstes Heft. Hirschberg, auf Kosten des Verfassers und in Kommission bei Breitkopf und Härtel in Leipzig 1796–97
- Der Geburtstag des guten Fürsten, Operette. Strehlen 1784
- Cyrus und Kassandra (nach Karl Wilhelm Ramler). Halle 1786
- Daphne oder die Frühlingsfeier in Arkadien. Hirschberg 1790
- Loblied auf Friedrich Wilhelm III. König von Preussen gedichtet, nach der Marseiller Hymne zu singen, von Herklots und aufs neue in Musik gesetzt. Hirschberg, Wolfgang Pittschiller & Co. 1798
- Galops in D-Dur
- Schottische in D-Dur
- Sonatas in C-Dur

Quelle: